# Tahmineh Milani

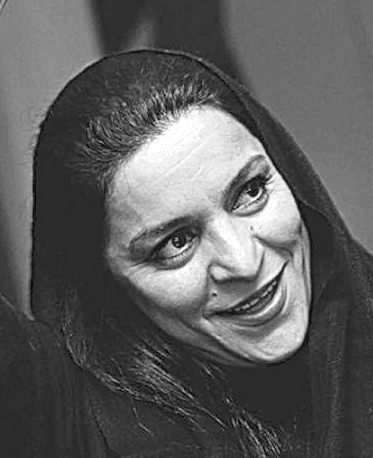
Tahmineh Milani (2006)

Tahmineh Milani (anhörenⓘ persisch تهمینه میلانی, geboren am 1. September 1960 in Tabriz, Iran) ist eine Regisseurin, Drehbuchautorin und Filmproduzentin.

## Ausbildung
Bis 1979 studierte Milani Architektur an der Universität für Wissenschaft und Technologie in Teheran. Als 1979 nach der Islamischen Revolution die Universitäten geschlossen wurden, nahm Milani an einem Drehbuchseminar teil. Danach machte sie erste Berufserfahrungen in der Filmbranche als Script Girl und Regieassistentin.
1989 drehte sie mit Children of Divorce ihren ersten Film als Regisseurin. 1990 schrieb sie das Drehbuch zu dem Film Love & Death von Mohammad Reza Alami.

## Arbeit als Regisseurin
Als Regisseurin hat Milani preisgekrönte Filme wie Zwei Frauen, Die fünfte Reaktion und Zan-e ziadi (The Unwanted Woman) gedreht. Darin werden oft ökonomische, kulturelle und soziale Themen behandelt, die Frauen, vor allem aus der Mittelschicht, betreffen. Oft leiden Milanis mutige Protagonistinnen unter dem frauenfeindlichen Regime. Milanis Meinung nach ist eines der größten Probleme im heutigen Iran, dass Menschen ihre Persönlichkeit nicht zeigen können und dadurch gezwungen sind, ein Doppelleben zu führen.
Milanis frühe Filme arbeiten mit märchenhaften Elementen, so z. B. Afsāneh-ye Āh (The Legend of a Sigh) aus dem Jahr 1991: Hier beschwört eine Autorin mit Schreibblockade durch ihr Seufzen einen Geist herauf. Der Geist zeigt ihr andere Frauen, die viel größere Probleme als sie selbst haben, aber stark bleiben. Zwei Jahre später drehte Milani den Science-Fiction-Film Digeh Che Khabar (Was gibt's Neues?), wieder mit einer jungen Frau als Hauptfigur. Dabei bekam sie Ärger mit der Zensur: sie sollte die weibliche durch eine männliche Hauptfigur ersetzen. Milani wehrte die Eingriffsversuche und die Kritik, sie stachle Frauen zur Revolte gegen das System an, jedoch ab.
Als 2001 Die verborgene Hälfte herauskam, wurde Milani beschuldigt, mit dem Film anti-revolutionäre Kräfte zu unterstützen. Erzählt wird von einer Frau, die als Studentin gegen das Schah-Regime protestiert hatte. Als Jahre später ihr Mann, ein Richter, eine Frau wegen ähnlicher Vergehen verurteilen soll, erzählt sie ihm von ihrer Vergangenheit. Die verborgene Hälfte ist der erste iranische Film, der thematisiert, dass nach der Islamischen Revolution die Universitäten im Land jahrelang geschlossen waren. Obwohl unter der reformorientierten Regierung von Mohammad Chatami eine Drehgenehmigung erteilt worden war, wurde Milani 2001 verhaftet. Erst durch die Intervention einiger iranischer und internationaler Filmgrößen wie Abbas Kiarostami, Mohsen Makhmalbaf und Francis Ford Coppola, wurde sie nach zwei Wochen wieder freigelassen. Während die Verhandlung noch lief, produzierte sie zusammen mit ihrem Mann den Film Bemani (Stay Alive) von Dariush Mehrjui.
FürVakonesh Panjom (The Fifth Reaction) aus dem Jahr 2003 bekam Milani gemischte Kritiken: Dem Film, in dem wie oft bei Milani Niki Karimi die Hauptrolle übernahm, wurde „holzschnittartige Figurenzeichnung“ vorgeworfen. An allem Schlechten, das Frauen hier zustoße, seien Männer schuld. Andere Kritiker bezeichneten den Film, der auf internationalen Festivals gezeigt wurde, jedoch auch als „leidenschaftlich und spannend“ und hielten ihm seinen „sehr direkten Feminismus“ zugute.
2006 gelang Milani mit der Beziehungskomödie Atash bas (Waffenstillstand) einer der erfolgreichsten Film im Iran. Auch hier zeigt sie die Stärke von Frauen in einer Gesellschaft, die ihnen keine Stimme geben will. Atash bas enthält darüber hinaus jedoch Anklänge an amerikanische Screwball Comedies und speziell an Manche mögen's heiß von Billy Wilder. Er bildete den Auftakt einer Reihe von Filmen, die sich erstmals mit der zeitgenössischen iranischen Mittelschicht beschäftigten. 2014 drehte Milani die Fortsetzung Atash bas II.

## Plagiatsvorwürfe
2018 erhob eine Gruppe junger Künstler Plagiatsvorwürfe gegen Milani. Die Regisseurin hatte in einer Ausstellung in Teheran ein Bild gezeigt, das starke Ähnlichkeiten mit einem Werk der Illustratorin Jenny Meilihove hatte. Milani entschuldigte sich damit, dass sie eine Postkarte mit Meilihoves Motiv gesehen habe und den Eindruck unbewusst in ihr eigenes Werk habe einfließen lassen. Sie ließ alle Einnahmen der Ausstellung einem guten Zweck zukommen, verklagte jedoch die Galerie, weil sie die Ausstellung früher als vereinbart beendet hatte.
2019 kam es zu weiteren Plagiatsvorwürfen gegen Milani, die eine Ausstellung mit Gemälden in der Ariana Galerie in Teheran plante. Die Galerie wurde von amtlicher Seite verwarnt. Milani verteidigte sich in den sozialen Medien mit der Aussage, dass sie sich eben von vielen Dingen inspirieren lasse.

## Privates
Milani ist mit dem Schauspieler und Produzenten Mohammad Nikbin verheiratet. Nikbin ist wie Milani ursprünglich Architekt, gemeinsam gestalteten die beiden Teile des Teheraner U-Bahn-Systems. Außerdem war er an einigen ihrer Filme als Schauspieler oder Produzent beteiligt.

## Filmografie als Regisseurin (Auswahl)
- Children of Divorce (Bach'che'hā-ye Talāgh), 1990
- The Legend of a Sigh (Afsāneh-ye Āh), 1991
- Was gibt's Neues? (Digeh che khabar?), 1992
- Kakadu, 1995
- Zwei Frauen (Do Zan), 1999
- Die verborgene Hälfte (Nimeh-ye Penhān), 2001
- Die fünfte Reaktion (Vakonesh Panjom), 2003
- The Unwanted Woman (Zan-e Ziadi), 2005
- Cease Fire (Atash Bas), 2006
- Settling Scores (Tasvie Hesab), 2007
- Superstar, 2009
- One of Our Two (Yeki Az Ma Do Nafar), 2011
- Cease Fire II (Atash Bas II), 2014
- Untaken Paths (Mali & rah-hay narafteash), 2017[20]

## Auszeichnungen
- Bestes Drehbuch beim Fajr International Film Festival für Zwei Frauen, 1999[21]
- Bester künstlerischer Beitrag beim Cairo International Film Festival für Die verborgene Hälfte, 2001[22]
- Bestes Drehbuch beim Cairo International Film Festival für Die fünfte Reaktion, 2003[23]
- Grand Prix Cinéma Tout Ecran, beim Internationalen Filmfestival Genf für Die fünfte Reaktion, 2003[24]
- Bester Film beim Los Angeles Film Festival für The Unwanted Woman, 2005[25]
- Beste Regisseurin, bester Film und bestes Drehbuch beim Asia Pacific Film Festival für The Unwanted Woman, 2006[25]